# Karl Ulrich Nuss

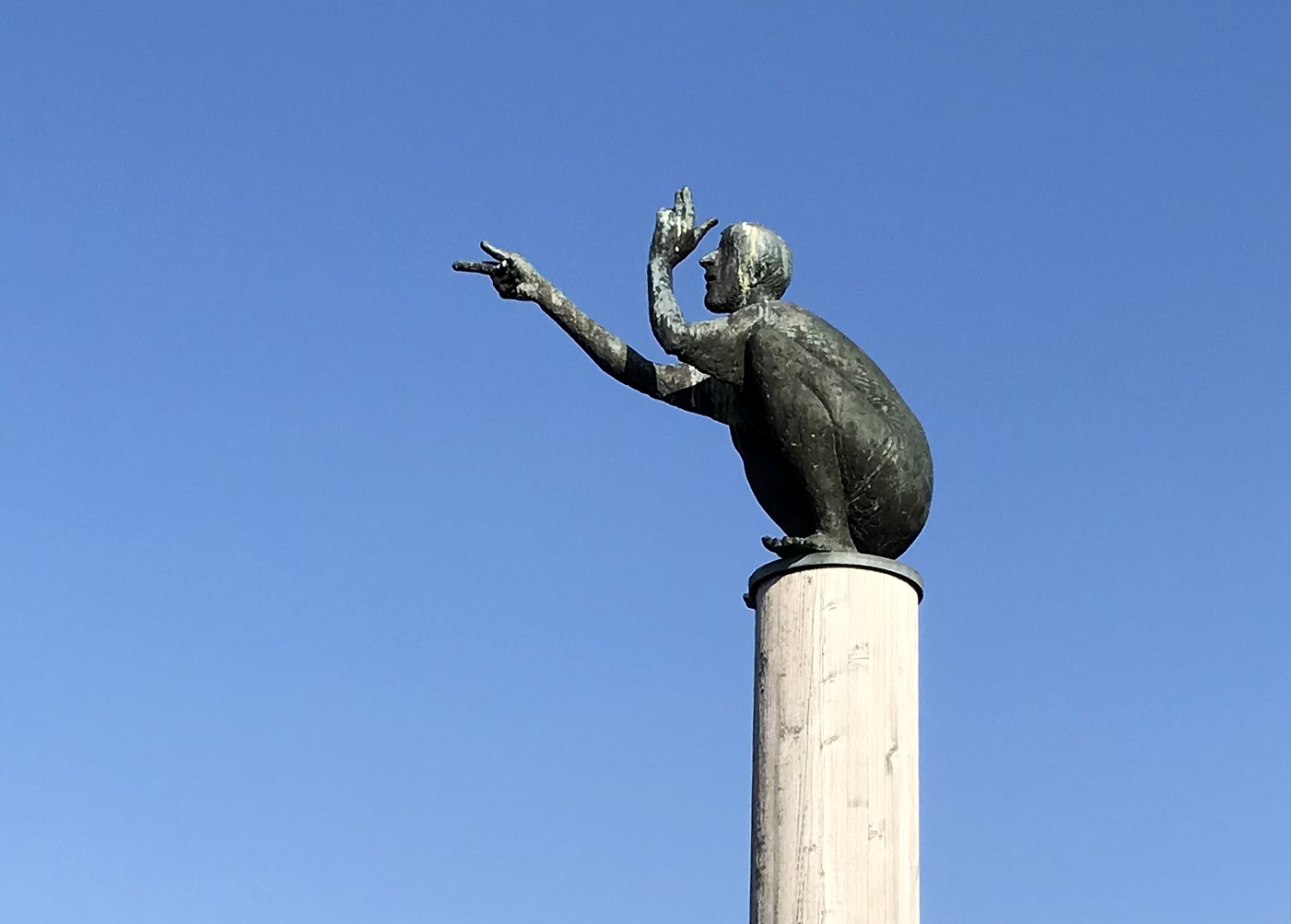
Späher, Bronzeguss 1999, am Skulpturenpfad Strümpfelbach

Karl Ulrich Nuss (* 17. Januar 1943 in Stuttgart) ist ein deutscher Bildhauer und Medailleur.

## Leben
Karl Ulrich Nuss ist der Sohn des Bildhauers Fritz Nuss (1907–1999). Von 1961 bis 1964 machte er an der Staatlichen Höheren Fachschule für das Edelmetallgewerbe in Schwäbisch Gmünd eine Ausbildung zum Ziseleur. Anschließend studierte er bis 1966 an der Akademie der Bildenden Künste Nürnberg bei Hans Wimmer. 1967 wechselte er an die Hochschule für Bildende Künste Berlin (heute Universität der Künste Berlin) zu Bernhard Heiliger, bei dem er 1969 Meisterschüler wurde.
Seit 1970 wohnt und arbeitet er als freischaffender Bildhauer im Weinstadter Stadtteil Strümpfelbach.
1972 erhielt er einen Lehrauftrag für „Plastisches Gestalten“ an der Fachhochschule (heute Hochschule) für Gestaltung Schwäbisch Gmünd, den er bis 1979 innehatte.
Arbeiten von Nuss wurden bereits auf Einzelausstellungen im In- und Ausland gezeigt und stehen im öffentlichen Raum zum Beispiel in Hameln, Stuttgart, Marbach am Neckar, Reutlingen, Heilbronn, Bochum, Ulm, Frankfurt am Main, Sindelfingen, Schwäbisch Gmünd, Oberkochen und Winnenden. In Strümpfelbach wurde 2001 ein Skulpturenpfad mit 43 Werken von Vater und Sohn Nuss eingerichtet. 2008 eröffnete nahe dem Naturfreundehaus Strümpfelbach die Skulpturenallee „Paare“ mit weiteren 10 Skulpturen. Seit 2011 befinden sich zahlreiche seiner Skulpturen bei der Yburg.
2004 wurde er zum Professor ehrenhalber des Landes Baden-Württemberg ernannt.
Fritz und Karl Ulrich Nuss haben auch eine Gemäldesammlung verschiedener, meist schwäbischer Künstler aufgebaut, die in einer Ausstellung in Strümpfelbach gezeigt wird. Darunter sind Werke von Hermann Pleuer, Christian Landenberger, Otto Reiniger, Eugen Stammbach, Reinhold Nägele, Max Ackermann, Manfred Henninger, Robert von Haug (1857–1922), Peter Jakob Schober und Otto von Faber du Faur.

## Werk
Karl Ulrich Nuss ist vorwiegend Großplastiker und arbeitet meist figürlich. Sein Hauptwerkstoff ist Bronze. Auswahl:
- Kopfrelief des ehemaligen Bundespräsidenten Theodor Heuss für das Zwei-Mark-Stück (1971)
- Rattenfänger-Brunnen vor dem Rathaus in Hameln (1975)
- Bohrermacherbrunnen im Zentrum von Oberkochen (1990)

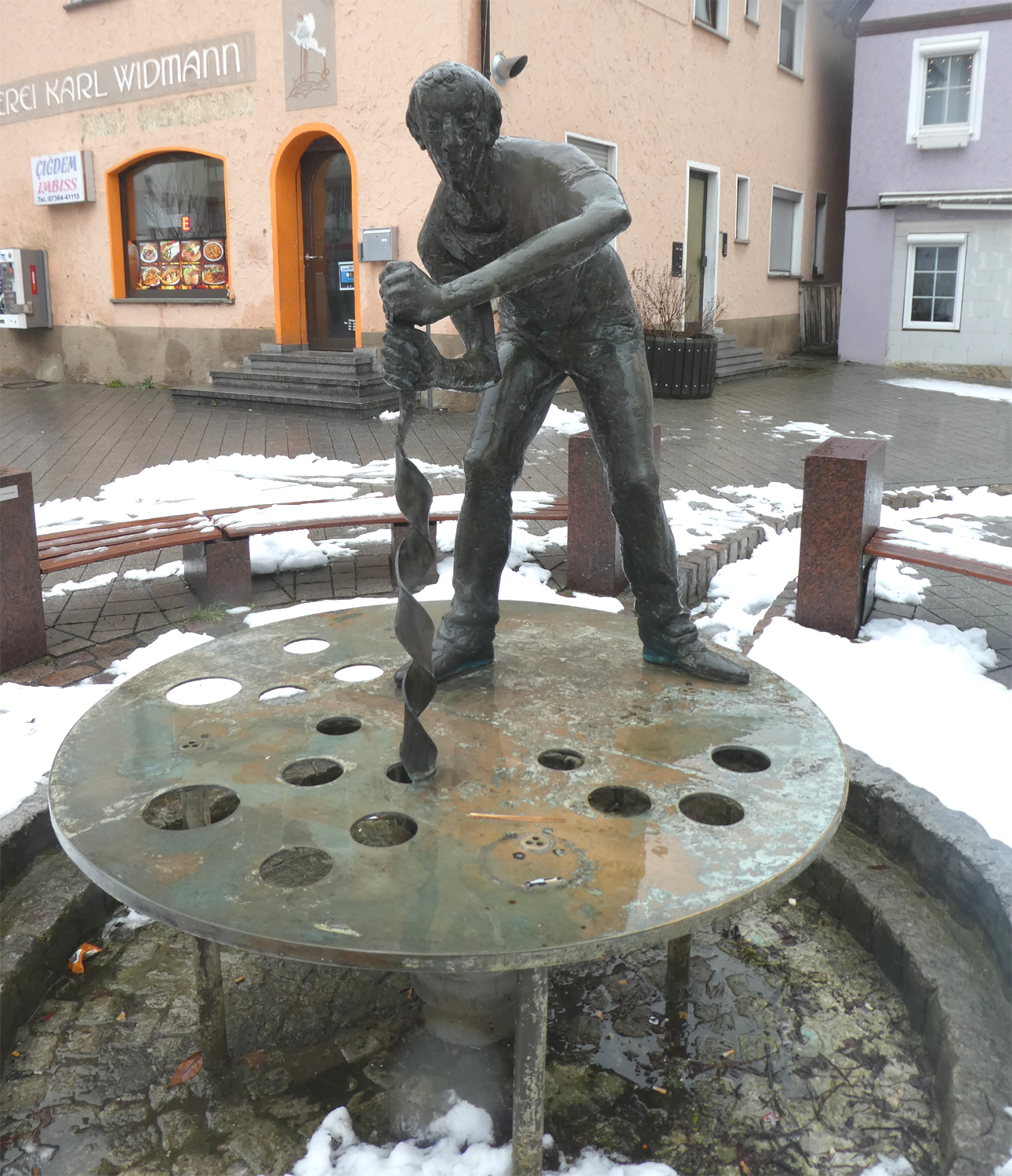
Bohrermacherbrunnen, Bronzeguss 1990, Oberkochen
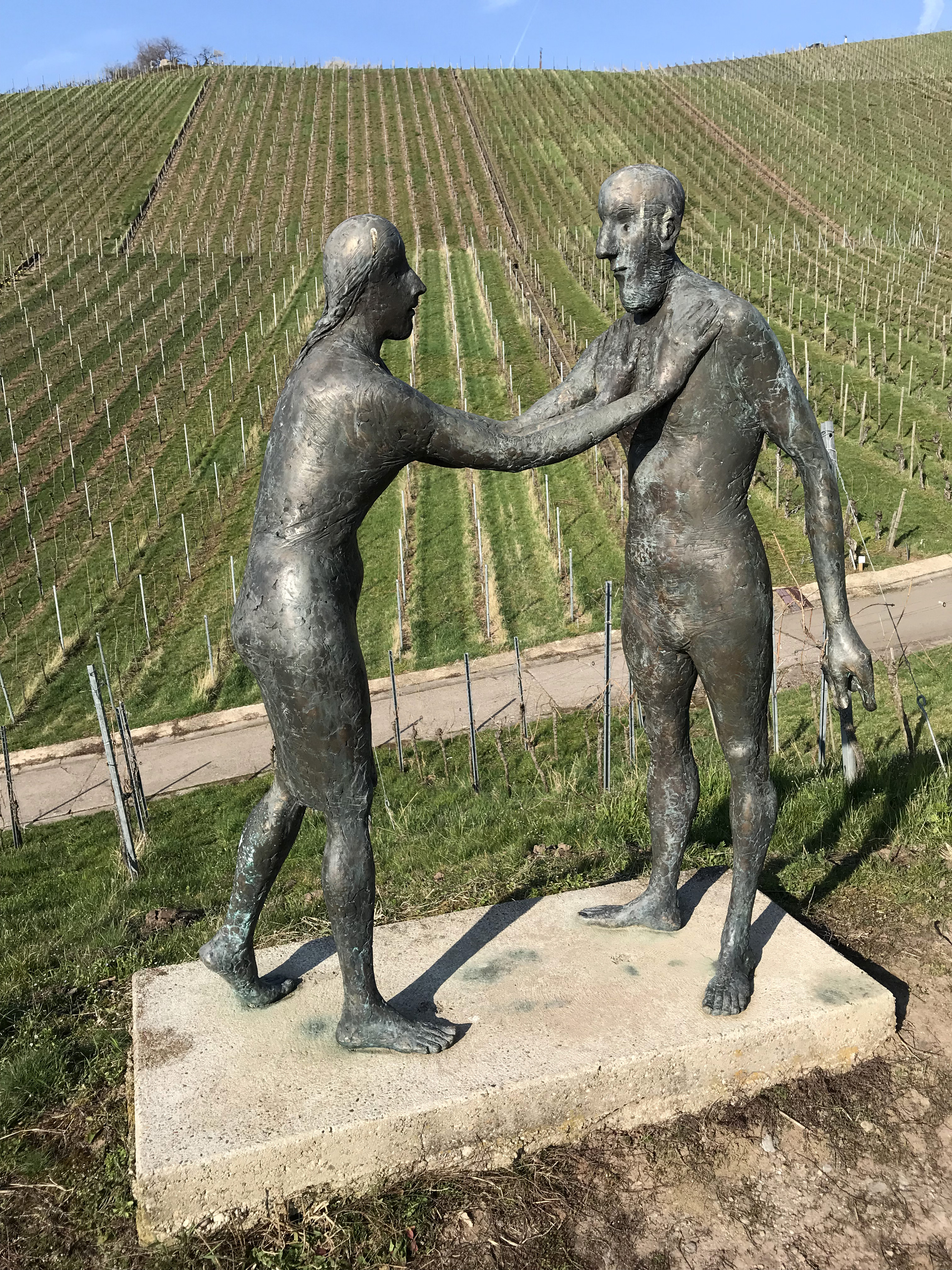
Begegnung, Bronzeguss 2000, Skulpturenpfad Strümpfelbach
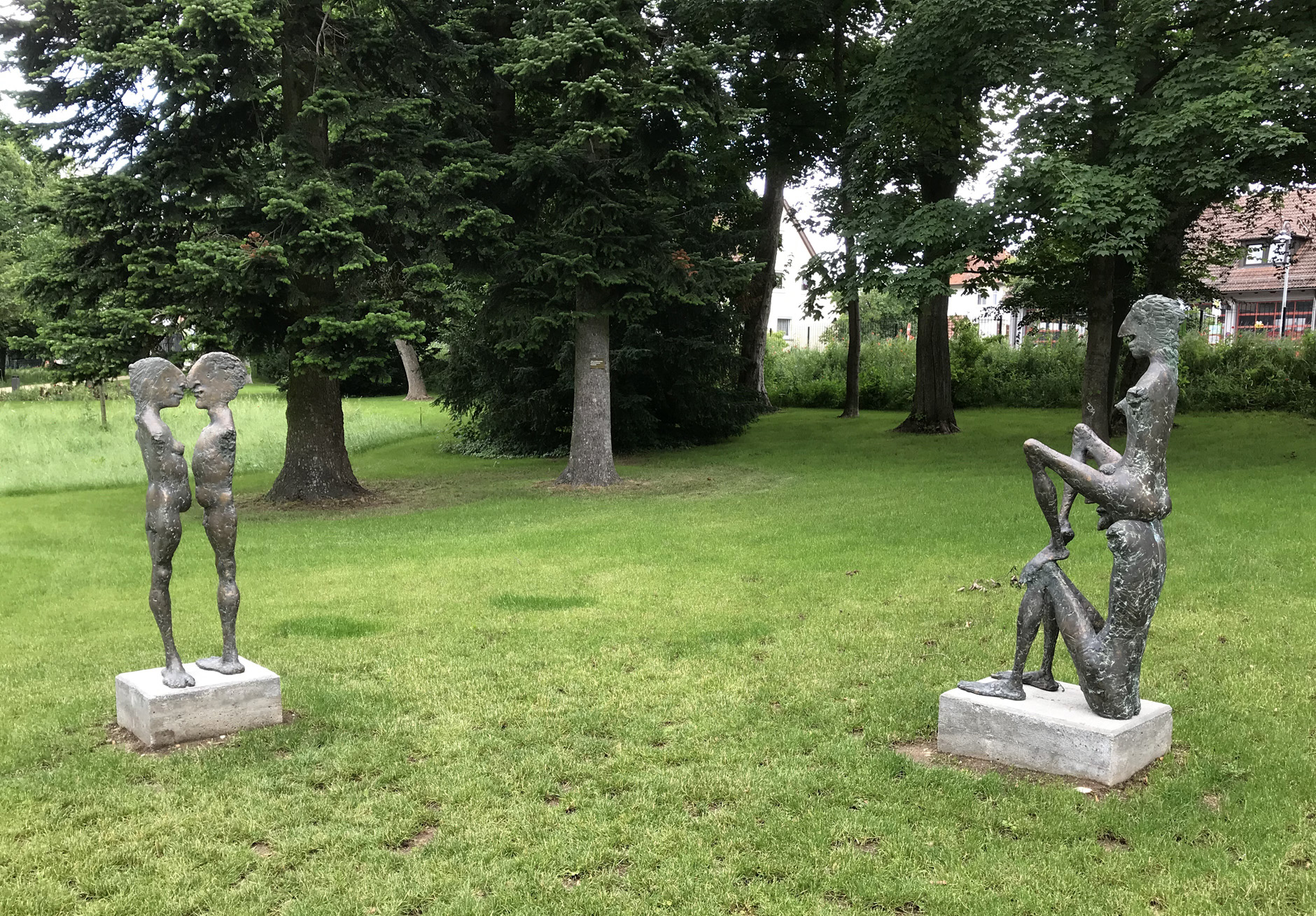
Maskenpaar 1 und Maskenpaar 2, Bronzeguss, Schlosspark Essingen